# Adrián Camacho
Adrián Camacho Solís (Ciudad de México; 5 de marzo de 1957) es un futbolista mexicano retirado que jugaba en la posición de delantero.

## Trayectoria
Inició su carrera a los diez años en el nivel juvenil del Cruz Azul. Debutó en la Primera División Mexicana el 25 de septiembre de 1977 en un partido como visitante que concluyó sin goles contra Veracruz, en el que fue sustituido veinte minutos antes del final.
En las temporadas 1978-79 y 1979-80 ganó el campeonato  de liga con los Cementeros.
Después de nueve años en Cruz Azul, cambio de equipo en la campaña 1986-87 al rival de la ciudad, América, con quien ganó un total de cinco títulos en solo tres temporadas.
En su segunda campaña 1987-88 ganó la Copa de Campeones de la Concacaf 1987 con los Americanistas, el campeonato de liga y la Campeón de Campeones.

## Selección nacional
Dio el salto a la selección mexicana, para la que hizo un total de seis apariciones internacionales en 1980 y 1981. En la eliminatoria mundialista contra Estados Unidos (5-1) el 9 de noviembre de 1980, anotó sus únicos dos goles.

## Clubes
| Club          | País   | Año       |
| ------------- | ------ | --------- |
| Cruz Azul     | México | 1977-1986 |
| América       | México | 1986-1989 |
| Irapuato      | México | 1989-1991 |
| Santos Laguna | México | 1991-1992 |

## Palmarés

### Campeonatos nacionales
| Título               | Equipo    | País   | Año     |
| -------------------- | --------- | ------ | ------- |
| Primera División     | Cruz Azul | México | 1978-79 |
| Primera División     | Cruz Azul | México | 1979-80 |
| Primera División     | América   | México | 1987-88 |
| Campeón de Campeones | América   | México | 1987-88 |
| Primera División     | América   | México | 1988-89 |
| Campeón de Campeones | América   | México | 1988-89 |

### Campeonatos internacionales
| Título                           | Equipo  | País   | Año  |
| -------------------------------- | ------- | ------ | ---- |
| Copa de Campeones de la Concacaf | América | México | 1987 |